# HD 131511
HD 131511，又名BD+19 2881，SAO 101276、HR 5553，是一颗恒星，视星等为6.01，位于銀經23.55，銀緯60.93，其B1900.0坐标为赤經14h 48m 51.4s，赤緯+19° 60.93′ 19″。